# Natallia Mikhnevich
Natallia Mikhnevich (en biélorusse, Наталля Вячаславаўна Міхневіч, née Харанека)
ou Kharaneka ou Khoroneko en russe, née le 25 mai 1982 à Nevinnomyssk en Russie, est une athlète biélorusse spécialiste du lancer du poids. Elle est mariée à Andrei Mikhnevich.

## Biographie
À sa première apparition sur la scène internationale aux Jeux olympiques d'Athènes, elle termina cinquième. En 2006, elle obtient l'or aux championnats du monde en salle à Moscou et aux championnats d'Europe à Göteborg.
En 2008, elle obtient la médaille d'or aux jeux olympiques de Pékin ; elle est disqualifiée par décision du CIO en 2016, à la suite d'un contrôle antidopage positif, et doit rendre sa médaille. De la même manière, elle remporte initialement le titre européen à Barcelone en 2010 mais est ensuite déclassée pour dopage. 

## Palmarès

### Jeux olympiques
- Jeux olympiques de 2004 à Athènes :
  - 5e au lancer du poids
- Jeux olympiques de 2012 à Londres :
  - 10e au lancer du poids

### Championnats du monde
- Championnats du monde d'athlétisme de 2005 à Helsinki :
  - 8e au lancer du poids

### Championnats du monde en salle
- Championnats du monde d'athlétisme en salle de 2006 à Moscou :
  -  Médaille d'or au lancer du poids

### Championnats d'Europe
- Championnats d'Europe d'athlétisme de 2006 à Göteborg :
  -  Médaille d'or au lancer du poids